# 肉叶猕猴桃
肉叶猕猴桃（学名：Actinidia carnosifolia）为猕猴桃科猕猴桃属的植物，是中国的特有植物。分布于中国大陆的广东、广西、云南等地，生长于海拔900米至1,400米的地区，常生于山地树丛中。

## 变种
- 奶果猕猴桃（学名：Actinidia carnosifolia var. glaucescens）是猕猴桃科猕猴桃属肉叶猕猴桃的变种。分布于中国大陆的广东、广西、贵州、云南等地。